# Planet 51
Planet 51 er en amerikansk computeranimeret film fra Ilion Animation Studios, instrueret af Jorge Blanco.

## Medvirkende

### Danske stemmer[1]
- Simon Stenspil som Lim
- Mads Christensen som Chuck
- Simon Nøiers som Blimmers Far
- Frederik Ludvig Mansa som Eckle
- Ann Hjort som Eckles Mor
- Lars Mikkelsen som General Grawl
- Cyron Bjørn Melville som Glar
- Kasper Leisner som Gorloc
- Peter Secher Schmidt som Groit

### Engelske stemmer
- Dwayne Johnson som Charles T. Bakerman
- Justin Long som Lim
- Jessica Biel som Neera
- Gary Oldman som General Grawl
- Seann William Scott som Skiff
- Freddie Benedict som Eckle
- Alan Marriott som Glar